# Ельбасан
Ельбаса́н (алб. Elbasani, ельб. письмо 𐔇𐔐𐔁𐔀𐔛𐔀𐔓𐔍) — місто в Албанії. Розташоване на правому березі річки Шкумбіні, за 54 км на південний схід від столиці Албанії Тирани. Населення — близько 100 тис. жителів (оцінка на 2003). Адміністративний центр однойменної області та округу.

## Географія

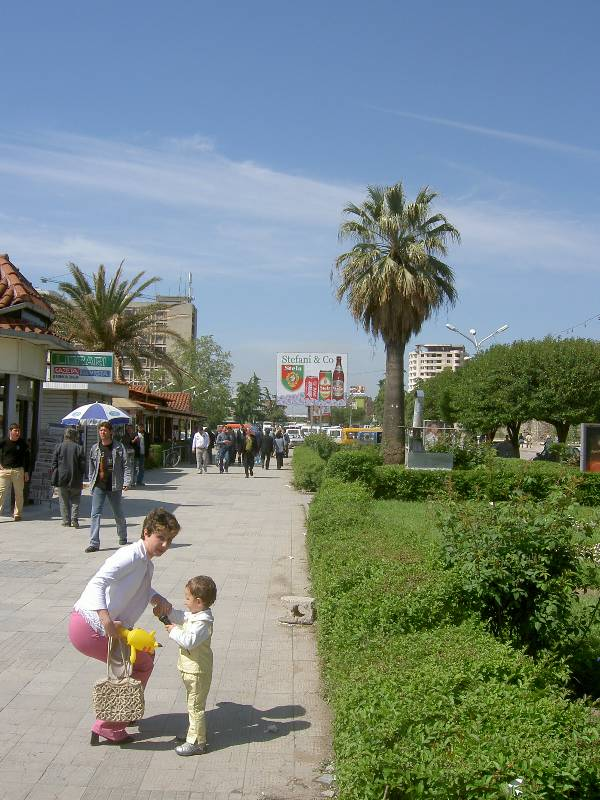
Вулиця в Ельбасані

### Клімат
Клімат Ельбасана характеризується як середземноморський зі спекотним літом (Csa за класифікацією Кеппена). Середньорічна температура складає 13,1 °C, сумарна кількість опадів — 982 мм.
| Клімат м. Ельбасан        | Клімат м. Ельбасан | Клімат м. Ельбасан | Клімат м. Ельбасан | Клімат м. Ельбасан | Клімат м. Ельбасан | Клімат м. Ельбасан | Клімат м. Ельбасан | Клімат м. Ельбасан | Клімат м. Ельбасан | Клімат м. Ельбасан | Клімат м. Ельбасан | Клімат м. Ельбасан | Клімат м. Ельбасан |
| Показник                  | Січ.               | Лют.               | Бер.               | Квіт.              | Трав.              | Черв.              | Лип.               | Серп.              | Вер.               | Жовт.              | Лист.              | Груд.              | Рік                |
| Середній максимум, °C     | 7,7                | 9,3                | 13,1               | 17,2               | 21,4               | 25,8               | 28,7               | 29,3               | 24,0               | 19,5               | 14,4               | 9,2                | 18,3               |
| Середня температура, °C   | 2,8                | 4,3                | 7,8                | 11,9               | 16,3               | 20,6               | 23,3               | 23,6               | 18,8               | 14,2               | 9,4                | 4,4                | 13,1               |
| Середній мінімум, °C      | −1,3               | −0,5               | 2,3                | 5,9                | 10,1               | 14,1               | 16,7               | 17,0               | 13,4               | 9,3                | 5,1                | 0,6                | 7,7                |
| Норма опадів, мм          | 87                 | 92                 | 99                 | 103                | 86                 | 50                 | 36                 | 30                 | 77                 | 90                 | 112                | 120                | 982                |
| Днів з дощем              | 7                  | 7                  | 8                  | 10                 | 9                  | 6                  | 5                  | 4                  | 7                  | 7                  | 8                  | 9                  | 87                 |
| Вологість повітря, %      | 79                 | 74                 | 71                 | 70                 | 70                 | 66                 | 60                 | 59                 | 67                 | 73                 | 76                 | 78                 | 70                 |
| ------------------------- | ------------------ | ------------------ | ------------------ | ------------------ | ------------------ | ------------------ | ------------------ | ------------------ | ------------------ | ------------------ | ------------------ | ------------------ | ------------------ |
| Джерело: Climate-Data.org |                    |                    |                    |                    |                    |                    |                    |                    |                    |                    |                    |                    |                    |

## Пам'ятки культури
В Ельбасані розташована фортеця XV століття, у якій знаходиться музей. Також в місті є турецькі лазні XVI століття, православна церква Св. Марії і Музей партизанської війни.

## Економіка
У 1970-х роках у Ельбасані почав роботу перший у Албанії металургійний завод «Çeliku i Partisë» («Сталь Партії»). Закриття заводу у 1991 році спричинило значне безробіття у місті, населення якого зросло у другій половині 20 століття під час будівництва заводу і інших промислових підприємств.

## Відомі особистості
В поселенні народився:
- Текі Бічоку (1926—2009) — албанський учений-геолог.
- Алекс Буда (1910—1993) — албанський вчений-історик, президент Академії наук Албанії.
- Сократ Додбіба (1899—1956) — албанський економіст і політик.
- Фатос Конголі (* 1944) — албанський письменник.
- Лульєта Лешанаку (* 1968) — албанська поетеса.